# 5200 Pamal
5200 Pamal è un asteroide della fascia principale. Scoperto nel 1983, presenta un'orbita caratterizzata da un semiasse maggiore pari a 2,2438007 UA e da un'eccentricità di 0,1450363, inclinata di 5,95577° rispetto all'eclittica.